# Nikola Spasov
Nikola Asenov Spasov (in bulgaro Никола Асенов Спасов?; Sofia, 15 dicembre 1958 – Montana, 23 novembre 2020) è stato un allenatore di calcio e calciatore bulgaro, di ruolo attaccante.

## Biografia
Spasov è morto nel novembre del 2020, per complicazioni da Covid-19.

## Palmarès

### Giocatore

#### Competizioni nazionali
- Campionato bulgaro: 1

Lokomotiv Sofia: 1977-1978

### Allenatore

#### Competizioni nazionali
- Coppa di Bulgaria: 1

Černo More Varna: 2014-2015
- Supercoppa di Bulgaria: 1

Černo More Varna: 2015
- Vtora profesionalna futbolna liga: 1

Carsko Selo: 2018-2019